# Syzygium venustum
Syzygium venustum là một loài thực vật có hoa trong Họ Đào kim nương. Loài này được (Roxb.) N.P.Balakr. miêu tả khoa học đầu tiên năm 1980.